# Alphonse Malaquin
Alphonse Malaquin (né le 24 octobre 1868 ; mort le 22 avril 1949) est un zoologiste français, spécialiste des Annélides Polychètes.

## Biographie
Après sa licence de sciences, il entre comme préparateur dans le laboratoire de zoologie de Paul Hallez en 1888. Il soutient son doctorat es sciences en 1893 intitulé Recherches sur les Syllidiens. Morphologie, Anatomie, Reproduction, Développement à l'Université de Lille.
Il devient en 1906 professeur sur la chaire de zoologie générale et appliquée à l'université de Lille. En 1911 il est conservateur du Musée d’Histoire Naturelle de Lille. De la fin de la première guerre mondiale à sa retraite en 1937, il développe les recherches en zoologie à l'Université de Lille.
Il est fait chevalier de la Légion d'Honneur en 1919, puis officier en 1937.
Il sera le président de la Société géologique du Nord  en 1905, puis président de la Société des sciences, de l'agriculture et des arts de Lille en 1927 et 1928 et enfin  président de la Société Zoologique de France en 1930.
Cymbasoma malaquini (Caullery & Mesnil, 1914) porte son nom.

## Publications
A Malaquin, Recherches sur les syllidiens : morphologie, anatomie, reproduction, développement, éditeur : L. Danel, Lille,1893.
A Malaquin, La Thaumatoëssa armoricana Hesse, et les phénomènes de dégénérescence pendant la vie libre des Monstrillides, Bulletin de la Société entomologique de France, volume 6 (12),1901 pp 216 - 219
A Malaquin et F Carin, Tomoptérides provenant des campagnes de l'Hirondelle et la Princesse-Alice (1888-1910), Résultats des campagnes scientifiques accomplies sur son yacht par Albert Ier, prince souverain de Monaco, fascicule 61.1922